# The Betrayal Knows My Name
Uragiri wa Boku no Namae wo Shitteiru (яп. 裏切りは僕の名前を知っている Урагири ва боку но намаэ о ситтэиру, «Предательство знает моё имя»), так же известная как UraBoku, — сёдзё-манга Одагири Хотару. Премьера манги состоялась в ежемесячном сёдзё-журнале Asuka в октябре 2005 года. На данный момент вышло 13 томов. Uragiri wa Boku no Namae o Shitteiru была также лицензирована немецкой компанией Carlsen Comics под названием Fesseln des Verrats и американским издательством Yen Press.
Мангу в качестве аниме-сериала адаптировала студия J.C.Staff. Всего вышло 24 серии. Аниме выходило с 12 апреля по 20 сентября 2010 года на канале Chiba TV.

## Сюжет
Сакурай Юки — подросток с таинственной силой. Он был оставлен при рождении возле детского дома Асахи. Из-за этого события Юки стремится к независимости. Он ненавидит быть обузой для любого, кто рядом с ним, но в то же время он боится остаться один. Более того, с тех пор, как он может вспомнить, у него появилась странная способность: когда он касается других, он может чувствовать их эмоции. Он не может всё это контролировать, при этом в прошлом он часто совершал грубые ошибки. Однажды он встречает таинственного, но прекрасного незнакомца, который спасает ему жизнь, но по какой-то причине он чувствует, что они встречались раньше.

## Персонажи

### Главные герои
- Юки Сакураи (Юки Гио) (яп. 桜井(祗王)夕月 Сакураи (Гио:) Ю:ки) —

Сэйю: Соитиро Хоси —
- Зесс (Лука Кроссзерия) (яп. ゼス(ルカ＝クロスゼリア) Дзэсу (Рука Куросудзэриа)) —

Сэйю: Такахиро Сакураи
- Юдзуки (Юки) Гио (яп. 祗王 ユキ Гио: Юки) —

Сэйю: Юкана Ногами

### Блюстители Цваильт
- Токо Мурасамэ (яп. 叢雨十瑚 Мурасамэ То:ко) —

Сэйю: Марина Иноуэ
- Цукумо Мурасамэ (яп. 叢雨九十九 Мурасамэ Цукумо) —

Сэйю: Дзюн Фукуяма
- Хоцума Рэндзё (яп. 蓮城焔椎真 Рэндзё: Хоцума) —

Сэйю: Дайсукэ Оно
- Сюсэй Усуй (яп. 碓氷愁生 Усуй Сю:сэй) —

Сэйю: Мамору Мияно
- Курото Хорай (яп. 蓬莱 黒刀 Хо:рай Курото:)

Сэйю: Хироси Камия
- Сэнсиро Фуруори (яп. 降織 千紫郎 Фуруори Сэнсиро:) —

Сэйю: Сатоси Хино

### Клан Гио
- Татибана Гио (яп. 祇王 橘 Гио: Татибана) —

Сэйю: Синъитиро Мики
- Такасиро Гио (яп. 祇王 天白 Гио: Такасиро) —

Сэйю: Такэхито Коясу
- Исудзу Фудзивара (яп. 藤原 彌涼 Фудзивара Исудзу) —

Сэйю: Кэн Нарита

### Второстепенные персонажи
- Ая Курэха (яп. 呉羽 綾 Курэха Ая) —

Сэйю: Саюри Яхаги
- Кацуми Тома (яп. 遠間 克己 То:ма Кацуми) —

Сэйю: Нобухико Окамото
- Каната Вакамия (Рэйга Гио) (яп. 若宮奏多 Вакамия Каната) —

Сэйю: Акира Исида
- Цубаки Сикибэ (яп. 式部 椿姫) —

Сэйю: Хоко Кувасима
- Элегия (яп. エレジー Эрэ:дзи) —

Сэйю: Дзюнко Минагава
- Эшли (яп. アシュレイ Эсюрэй) —

Сэйю: Кана Уэда

## Медиа

### Манга
Манга начала издаваться в журнале Shōjo Monthly Asuka в октябре 2005 года. Первый том был опубликован Kadokawa Shoten в июле 2006 года. По состоянию на май 2017 года было выпущено тринадцать томов, завершивших серию. Немецкий издатель Carlsen Comics лицензировал произведение как Fesseln des Verrats (что означает «Оковы предательства»). По состоянию на ноябрь 2012 года было выпущено девять томов. В 2010 году в Сан-Диего на Comic-Con американский издатель манги Yen Press объявил, что приобрел лицензию на публикацию с 2011 года под названием «Предательство знает моё имя».
| №  | Оригинальное издание | Оригинальное издание   | Издание на русском | Издание на русском     |
| №  | Дата публикации      | ISBN                   | Дата публикации    | ISBN                   |
| -- | -------------------- | ---------------------- | ------------------ | ---------------------- |
| 1  | 21 июля, 2006        | ISBN 4-04-853971-X     | 28 июня, 2011      | ISBN 978-0-316-11941-2 |
| 2  | 23 мая, 2007         | ISBN 978-4-04-854090-2 | 13 декабря, 2011   | ISBN 978-0-316-11942-9 |
| 3  | 21 ноября, 2007      | ISBN 978-4-04-854135-0 | 24 апреля, 2012    | ISBN 978-0-316-11943-6 |
| 4  | 20 июня, 2008        | ISBN 978-4-04-854187-9 | 21 августа, 2012   | ISBN 978-0-316-21615-9 |
| 5  | 23 января, 2009      | ISBN 978-4-04-854276-0 | 26 февраля, 2013   | ISBN 978-0-316-23268-5 |
| 6  | 22 августа, 2009     | ISBN 978-4-04-854360-6 | 24 сентября, 2013  | ISBN 978-0-316-24311-7 |
| 7  | 19 марта, 2010       | ISBN 978-4-04-854441-2 | 18 июля, 2017      | ISBN 978-0-31-643966-4 |
| 8  | 21 октября, 2010     | ISBN 978-4-04-854543-3 | 10 апреля, 2018    | ISBN 978-1-97-530126-2 |
| 9  | 17 сентября, 2011    | ISBN 978-4-04-854687-4 | —                  |                        |
| 10 | 21 июня, 2012        | ISBN 978-4-04-120264-7 | —                  |                        |
| 11 | 24 октября, 2012     | ISBN 978-4-04-120469-6 | —                  |                        |
| 12 | 26 августа, 2016     | ISBN 978-4-04-104089-8 | —                  |                        |
| 13 | 23 мая, 2017         | ISBN 978-4-04-105532-8 | —                  |                        |

### Аниме
В июле 2009 года было объявлено, что по манге студией J.C. Staff будет снят аниме-сериал. Режиссёром будет Сакураби Кацуси, сценарий написал Нацуко Такахаси. Об этом было официально объявлено в октябрьском выпуске Monthly Asuka 2009 года. Премьера аниме официально состоялось 11 апреля 2010 года, сериал состоял из 24 эпизодов. Первый DVD был выпущен 1 июня 2010 года, а второй DVD — 1 октября 2010 года.

#### Музыка
За музыкальное сопровождение отвечает композитор Кайда Сёго.
Начальная тема:
«Uragiri no nai Sekai made» — исполняет Rayflower (1-14) / «Inishie» — исполняет Rayflower (15-24)
Завершающая тема:
«Aoi Ito» — исполняет Rayflower (1-14) / «Kizuna» — исполняет Rayflower (15-24)

#### Список серий
| Список серий | Список серий                                                                                  | Список серий        |
| № серии      | Название                                                                                      | Трансляция в Японии |
| ------------ | --------------------------------------------------------------------------------------------- | ------------------- |
| 1            | Set in Motion «Toki, Ugokidasu» (刻、動き出す)                                                | 11 апреля 2010 г.   |
| 2            | Eternal Investigation «Eikō no Shirabe» (永劫の調べ)                                          | 18 апреля 2010 г.   |
| 3            | Walpurgis Night «Warupurugisu no Yoru» (ワルプルギスの夜)                                     | 25 апреля 2010 г.   |
| 4            | Lost Days and White Future «Kaeranu hibi shiroki ashita» (帰らぬ日々 白き明日)                | 2 мая 2010 г.       |
| 5            | A New Encounter «Arata na deai» (新たな出逢い)                                                | 9 мая 2010 г.       |
| 6            | The Boundary Between Light and Despair «Hikari to zetsubō no sakaime» (光と絶望の境目)        | 16 мая 2010 г.      |
| 7            | The Twilight Mansion «Tasogare kan» (黄昏館)                                                  | 23 мая 2010 г.      |
| 8            | Brand Zess «Burando Zesu» (ブランド・ゼス)                                                    | 30 мая 2010 г.      |
| 9            | Scars «Kizuato» (キズアト)                                                                    | 6 июня 2010 г.      |
| 10           | Cry of Despair «Dōkoku» (慟哭)                                                                | 13 июня 2010 г.     |
| 11           | That Which is Fleeting, Strong, and Precious «Hakanaku Tsuyoku Totoi Mono» (儚く強く尊いもの) | 20 июня 2010 г.     |
| 12           | Questioning "Two People" «“Futari” to Iu Koto» (“二人” ということ)                            | 27 июня 2010 г.     |
| 13           | Irony of Fate «Unmei no Hiniku» (運命の皮肉)                                                  | 4 июля 2010 г.      |
| 14           | The Name of Said Bonded Contract «Keiyaku toyuu na no kusari» (契約という名の鎖)              | 11 июля 2010 г.     |
| 15           | After Determination... «Ketsui soshite...» (決意、そして…)                                    | 18 июля 2010 г.     |
| 16           | Frozen Time «Touketsusareta jikan» (凍結された時間)                                           | 25 июля 2010 г.     |
| 17           | Sakura «Sakura» (桜)                                                                          | 1 августа 2010 г.   |
| 18           | A World Without You «Anata no inai sekai» (あなたのいない世界)                                | 8 августа 2010 г.   |
| 19           | The Vengeful Pair «Fukushuu no imashime no pea» (復讐の戒めの手(ペア))                        | 15 августа 2010 г.  |
| 20           | Sin and Punishment and Promise «Tsumi to Bachi to Yakusoku to» (罪と罰と約束と)               | 22 августа 2010 г.  |
| 21           | The Indelible Image «Kienu Omokage» (消えぬ面影)                                              | 29 августа 2010 г.  |
| 22           | To the Final Battle... «Kessen he...» (決戦へ…)                                               | 5 сентября 2010 г.  |
| 23           | The Battle Of Traitors... «Uragiri no Tatakai» (裏切りの戦い)                                 | 12 сентября 2010 г. |
| 24           | Connected Hearts «Kokoro o tsunagu mono» (心ヲツナグ者)                                       | 19 сентября 2010 г. |